# Józef Zilberman
Józef Zilberman (ur. 1925, zm. 1 października 2011) – polski działacz społeczności żydowskiej, wieloletni przedstawiciel i reprezentant legnickich Żydów, przez wiele lat sprawujący funkcję przewodniczącego Gminy Wyznaniowej Żydowskiej w Legnicy.